# Pobre diabla (telenovela de 1973)
Pobre diabla es una telenovela argentina emitida en 1973 por Canal 13 protagonizada por Soledad Silveyra y Arnaldo André.
La telenovela fue dirigida por Alejandro Doria y escrita por Alberto Migré, uno de los autores más prolíficos del género en la década de 1950, 1960, 1970, 1980 y 1990 (El hombre que amo, Piel naranja, Rolando Rivas, taxista, Vos y yo, toda la vida, Una voz en el teléfono, Ella contra mí, Chau, amor mío).

## Elenco
- Soledad Silveyra .... Marcela Morelli de Mejía Guzmán
- Arnaldo André .... Ariel Mejía Guzmán
- Alicia Berdaxagar .... Otilde Mejía Guzmán
- Amalia Bernabé
- Juan José Camero .... Fabián Mejía Guzmán
- Dorys del Valle .... Marilena
- Mario De Rosa .... Obarrio
- Gachi Ferrari
- Dora Ferreiro .... Malvina Aguirre
- Mario Giusti .... Carmelo Morelli
- Susy Kent .... Roberta Mejía Guzmán
- José María Langlais .... Ariel Mejía Guzmán (Padre)
- María Esther Leguizamón .... Martita
- Liria Marín ... Silvina Mejía Guzmán
- Paquita Más .... Maruca
- Fernanda Mistral .... Emilce Guerrico
- Pepita Muñoz
- Héctor Pellegrini .... Pichón
- Mabel Pessen .... Julita Zambraro
- China Zorrilla .... Aída Morelli

## Producción
- Relator: Julio César Barton
- Escenografía: Antón
- Iluminación:  Jorge Bonanno
- Asesora de vestuario: Blanca Pinot
- Producción: Alberto Monford - Darío Álvarez
- Dirección:  Alejandro Doria
- Filmaciones. CP
- Creación y producción general: Alberto Migré

## Versiones
- La productora argentina Artear y Capitalvision realizaron en 1990 una versión de esta historia titulada también "Pobre diabla"  que contó con una versión libre de la escritora cubana Delia Fiallo. La telenovela fue dirigida por Luis Manzo y fue protagonizada por Jeannette Rodríguez y Osvaldo Laport.
- La productora peruana América Producciones realizó otra versión de esta historia en el año 2000, "Pobre diabla", contó con una adaptación de Ximena Suárez de la versión libre de Delia Fiallo. Fue protagonizada por Angie Cepeda, Salvador del Solar y la participación antagónica de la primera actriz María Cristina Lozada.